# Cryin'
〈Cryin'〉은 미국의 하드 록 밴드 에어로스미스의 파워 발라드다. 스티븐 타일러, 조 페리, 테일러 로데스가 썼다. 게펀 레코드가 그들의 열한 번째 스튜디오 음반 《Get a Grip》의 싱글로 1993년 6월 20일에 발매했다. 이 싱글은 미국 빌보드 핫 100에서 12위에 올라, 전체 60위로 한 해를 마감했다. 이 곡은 유럽에서 가장 성공적인 히트곡 중 하나로 노르웨이에서 1위, 아이슬란드, 포르투갈, 스웨덴에서 3위, 영국 싱글 차트 17위에 올랐다. 이 곡은 미국에서 60만 장 이상이 팔린 것으로 골드가 되었다.
이 곡의 뮤직비디오에는 얼리샤 실버스톤, 스티븐 도프, 조시 홀러웨이가 출연한다.

## 인증
| 국가                       | 인증 | 판매량/출하량 |
| -------------------------- | ---- | ------------- |
| 독일 (BVMI)                | 골드 | 250,000^      |
| 노르웨이 (IFPI 노르웨이)   | 골드 |               |
| 미국 (RIAA)                | 골드 | 500,000^      |
| ^출하량을 기반으로 한 인증 |      |               |